# Ole Bjørn Kraft
Ole Bjørn Kraft (17. december 1893 i København – 2. december 1980 på Frederiksberg) var en dansk konservativ politiker og minister. Ole Bjørn Kraft var født i København som søn af viceinspektør ved fængselsvæsenet, dr. phil. Alexander Kraft og hustru Karen Margrethe Christiansen.

## Politisk karriere
Ole Bjørn Kraft var medlem af Folketinget 1926-64 og forsvarsminister i befrielsesregeringen 1945. Han efterfulgte Christmas Møller som formand for Det Konservative Folkepartis folketingsgruppe i 1947 i et tæt parløb med Aksel Møller, som var politisk ordfører og partiets førende profil på den økonomiske politik. Kraft var udenrigsminister i Regeringen Erik Eriksen 1950-53. 1955 overtog Aksel Møller gruppeformandsposten.
Kraft var tilhænger af bevægelsen Moralsk Oprustning.
Ole Bjørn Kraft skrev en række bøger bl.a. en omstridt bog fra 1932 – Fascismen : Historie – Lære – Lov , hvori han beskriver de fascistiske ideer i tiden uden at tage afstand fra dem. I 1971-1975 udkom selvbiografien En konservativ politikers erindringer i 3 bind.
Under besættelsen blev Ole Bjørn Kraft udsat for et nazistisk attentat 30. december 1944, hvor han blev ramt af skud. Under den kolde krig var Kraft aktiv i antikommunistisk arbejde, ligesom han aktivt støttede baltiske eksilorganisationer, der arbejdede for at udbrede kendskabet til den sovjetiske undertrykkelse af de baltiske folk.
Ole Bjørn Kraft var med i stiftelsen af organisationen Bilderberg. Han var en af de 12 mænd Dr. Joseph Retinger konsulterede angående opstarten og han var vært da Bilderberg holdt det første møde i Danmark i 1956.